# Hyperrealismus

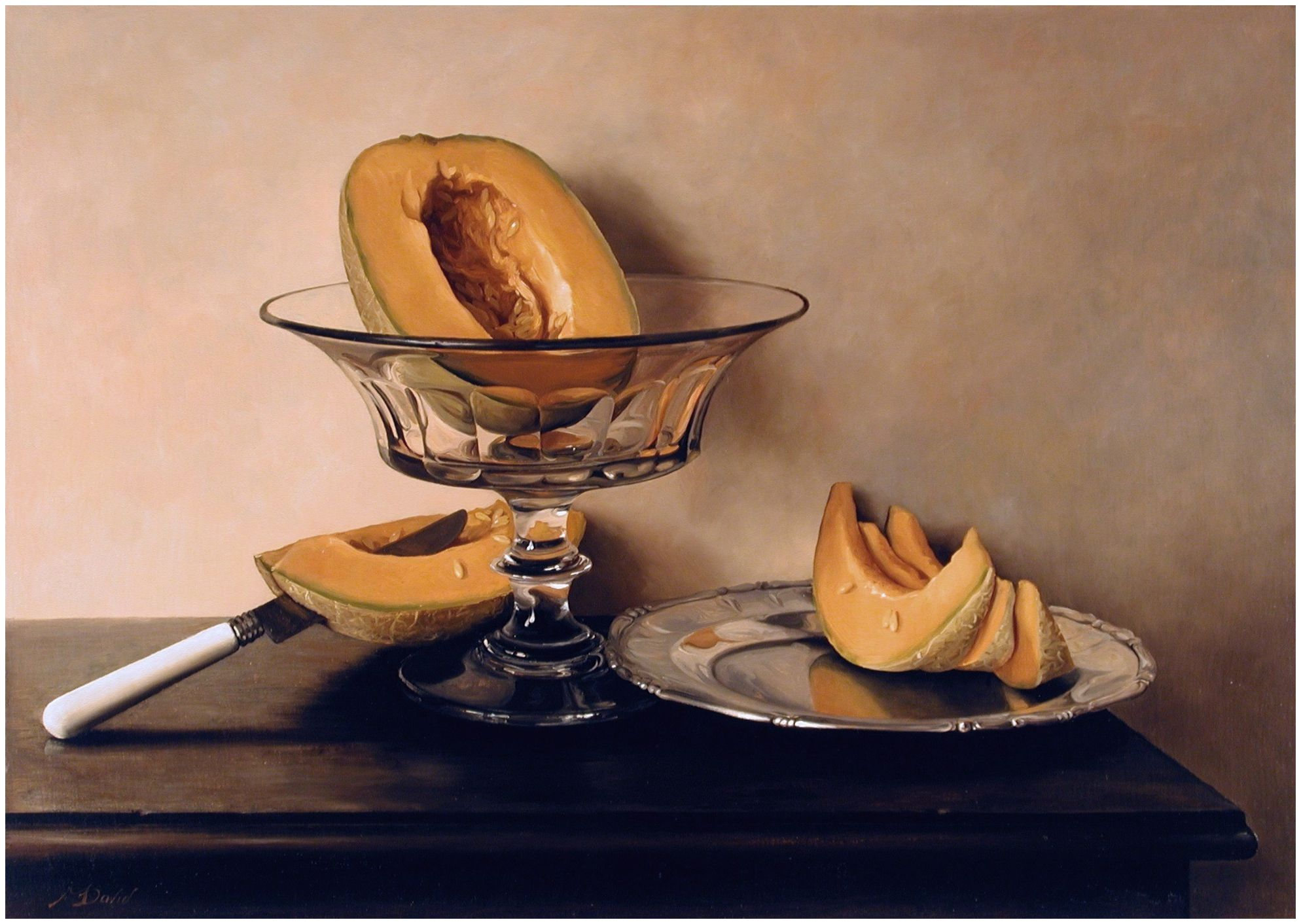
Fruttiera di cristallo con meloni (1999), ein hyperrealistisches Gemälde von Mauro David (1949–2007)

Der Hyperrealismus, auch Superrealismus, ist eine Kunstrichtung, die Malerei und Skulptur, aber auch Fotografie und Film umfasst. Der Realismus war immer ein wichtiges Element in der Reihe der Stilrichtungen in der Kunst. Der Hyperrealismus ist eine Weiterentwicklung des Realismus und benachbart zur Pop Art. Sein Ideal ist nicht unbedingt eine exakte lebenstreue Nachbildung, wie sie typisch für den Realismus ist, sondern eine fotorealistische Übersteigerung der Wirklichkeit, eine „überschärfte Realität“. Die Abstraktion wird zurückgewiesen.
Wesentliches Element des Hyperrealismus ist der Verzicht auf subjektive Interpretation durch den Künstler. Der Hyperrealismus nutzt Ausdrucksmittel des Fotorealismus, bei dem Bildinhalte mit einer an eine Fotografie erinnernden Detailgenauigkeit gemalt werden. Während der Fotorealismus durch die brillante, realistische Darstellung vor allem schön sein will, stellt der Hyperrealismus in der Darstellung kühl und profan „überspitzt verstörender“ Wirklichkeit die Frage nach dem Wesen der Dinge in einen fast schon ironischen, existentialistischen Kontext. So sind beispielsweise die Landschaftsgemälde von Gottfried Helnwein größtenteils Werke des Fotorealismus, da sie in erster Linie „schön“ sind, aber nicht den verstörenden Charakter seiner Porträts aufweisen. Diese sind dagegen aufgrund der durch den Künstler sichtbar gemachten Narben und Wunden eher dem Hyperrealismus zuzuordnen; die Grenzen sind fließend, wobei es „irrelevant ist, ob diese Bilder fotografiert oder gemalt sind“.

## Entwicklung
Tendenzen und Absicht des Hyperrealismus sind jedoch keineswegs neu. Bereits in der Plastik der Antike lässt sich die Absicht feststellen, (Götter-)Figuren so realistisch wie möglich zu gestalten und entsprechend zu bemalen, dass ein „unheimlicher“ Eindruck wirklicher Gestalten entsteht. In der Antikenrezeption des ausgehenden 19. Jahrhunderts – gerade nach der Entdeckung der „bemalten“ antiken Figur – hat sich für einige Jahrzehnte eine Stilrichtung der Plastik herausgebildet, die auf diesen Wirkungseffekt hinzielt. So hat etwa Wilhelm von Rümann (1850 Hannover – 1906 Korsika), ein Bildhauer der Münchner Schule solche Plastiken in speziell gefärbter Bronze, vor allem aber in dafür besser geeignetem Ton und Terracottamaterial geschaffen, realistisch bemalt, in der stofflichen Struktur, aber auch im Inkarnat „materialecht“ erscheinend, mit verblüffenden Effekten, die dem späteren amerikanischen Kunststil kaum nachstehen. Bekannt dafür wurde sein „Wassertragender Römer“. Auch die Manufaktur Goldscheider-Wien war für die Fertigung hyperrealistischer Oberflächenbearbeitung bei vielen der dort aufgelegten Plastiken – vor allem in Ton – bekannt. Die Beispiele des 19. Jahrhunderts haben allerdings altersbedingt durch Patina-Einfluss die ehemals naturhafte Wirkung oft weitgehend eingebüßt.
Hyperrealistisch arbeiteten vor allem nordamerikanische Künstler in der Zeit von 1965 bis 1970 (u. a. Chuck Close, Don Eddy, Richard Estes und Malcolm Morley). Bildhauer wie John de Andrea, Edward Kienholz oder Duane Hanson schufen aus Wachs oder Kunststoffen Nachbildungen von z. B. Obdachlosen oder Museumsbesuchern (siehe Environments), deren Realismus so beeindruckend war, dass Besucher der entsprechenden Ausstellungen vor dem Anblick der vermeintlichen Wirklichkeit erschraken. Aufsehen erregte ebenfalls die Ausstellung dreier lebensgroßer, wie ausgestopft wirkender Kamele der Künstlerin Nancy Graves im Whitney Museum 1969. Die Werke von Ron Mueck, den der Kunstkritiker Bülent Gündüz mit Maurizio Cattelan und Patricia Piccinini zum „Triumvirat des Hyperrealismus“ zählt, lassen sich in diese Tradition der hyperrealistischen Figuren einreihen.
In der Künstlerszene der so genannten Leipziger Schule entwickelten sich zu DDR-Zeiten neben zahlreichen anderen Stilformen auch Ausprägungen des Hyperrealismus, wodurch die Leipziger Malerei auch für den westdeutschen Kunstmarkt interessant wurde. Realistische und hyperrealistische Tendenzen zeigen sich auch in der modernen Kunst zu Beginn des 21. Jahrhunderts (Neue Leipziger Schule).

## Hyperrealismus in der Malerei
In der Malerei stehen für diese Richtung insbesondere Chuck Monroe, Don Eddy, Claudio Bravo, Chuck Close, Richard Estes, Ralph Goings, Audrey Flack, Vija Celmins, Franz Gertsch, Rudolf Häsler oder Gottfried Helnwein. Zeitgenössische Künstler, die unter anderem mit hyperrealistischen Mitteln arbeiten, sind Jeff Koons, Ron Mueck und Luigi Rocca sowie die Airbrusher Hajime Sorayama, Gerard Boersma und Dru Blair und zahlreiche weitere Künstler (in Deutschland beispielsweise Maximilian Pfalzgraf, Jochen Görlach, Günther Hermann, Lars Reiffers, Dietmar Gross oder Roland H. Heyder mit seinem „Phantastischen Realismus“). Der Schwede Tommy T.C. Carlsson arbeitet mit hyperrealistischen Stilmitteln in seiner Objektkunst („Modern Illusion Art“). Ein eigenwilliger Vertreter zwischen Hyperrealismus und dem heutigen postmodernen Pluralismus ist der 1942 in Brüssel geborene Roland Delcol.

## Kritik
Eine kritische Sicht des Hyperrealismus betont die Phantasielosigkeit der Darstellung: „Der Hyperrealismus verschenkt die Möglichkeiten, die die Malerei hat, zugunsten eines simplen Witzes innerhalb des Wettstreits zwischen Malerei und Fotografie.“ Der amerikanische Hyperrealismus der 1960er und 1970er Jahre wurde in Europa als „amerikanisch bis hin zur Karikatur“ beschrieben: „Dieser weiterentwickelte und weiterverbreitete Hyperrealismus von Pop Art der 60er Jahre war hyper-provozierend und hyper-oberflächlich und hyper-kommerziell.“